# Cmentarz Zwierzyniecki w Kijowie
Cmentarz Zwierzyniecki lub na Zwierzyńcu (ukr. Звіринецьке кладовище, Zwirynećke kładowyszcze) – jedna z najstarszych nekropolii Kijowa położona na Zwierzyńcu między Niewodnickim Jarem a Bulwarem Przyjaźni. 
Na początku XVIII wieku znajdował się tu niewielki cmentarzyk parafialnej cerkwi Narodzenia Św. Jana Chrzciciela (Різдва Іоанна Предтечі) - sama świątynia działała od 1729 do 1930 roku. 
Przez długi czas chowani tu byli wyłącznie mieszkańcy Zwierzyńca, dopiero w latach trzydziestych XX wieku cmentarz nabrał charakteru ogólnomiejskiego. Przeniesiono tu nagrobki z Askoldowej Mogiły (m.in. rodziny Podolińskich i kijowskiego mecenasa Tarnowskiego), pochowano profesora zoologii Mykołę Szarlemana, historyka Wołodymyra Szczerbynę i śpiewaczkę operową Marię Doniec-Tesseir. Po zamknięciu Cmentarza Łukianowskiego dla pochówków, byli tu chowani duchowni prawosławni.
Przed 1917 rokiem na Zwierzyńcu znajdowały się również cmentarze innych wyznań: żydowski (zał. 1796), karaimski i muzułmański, na którym chowano jeńców tureckich wojny 1877–78, oraz cmentarz szpitalny. W czasie I wojny światowej na Zwierzyńcu składano szczątki żołnierzy poległych w walkach (Bratśke kładowyszcze) – pozostałością militarnej nekropolii jest cerkiew z 1916 roku.